# Rollcontainer (Transportmittel)

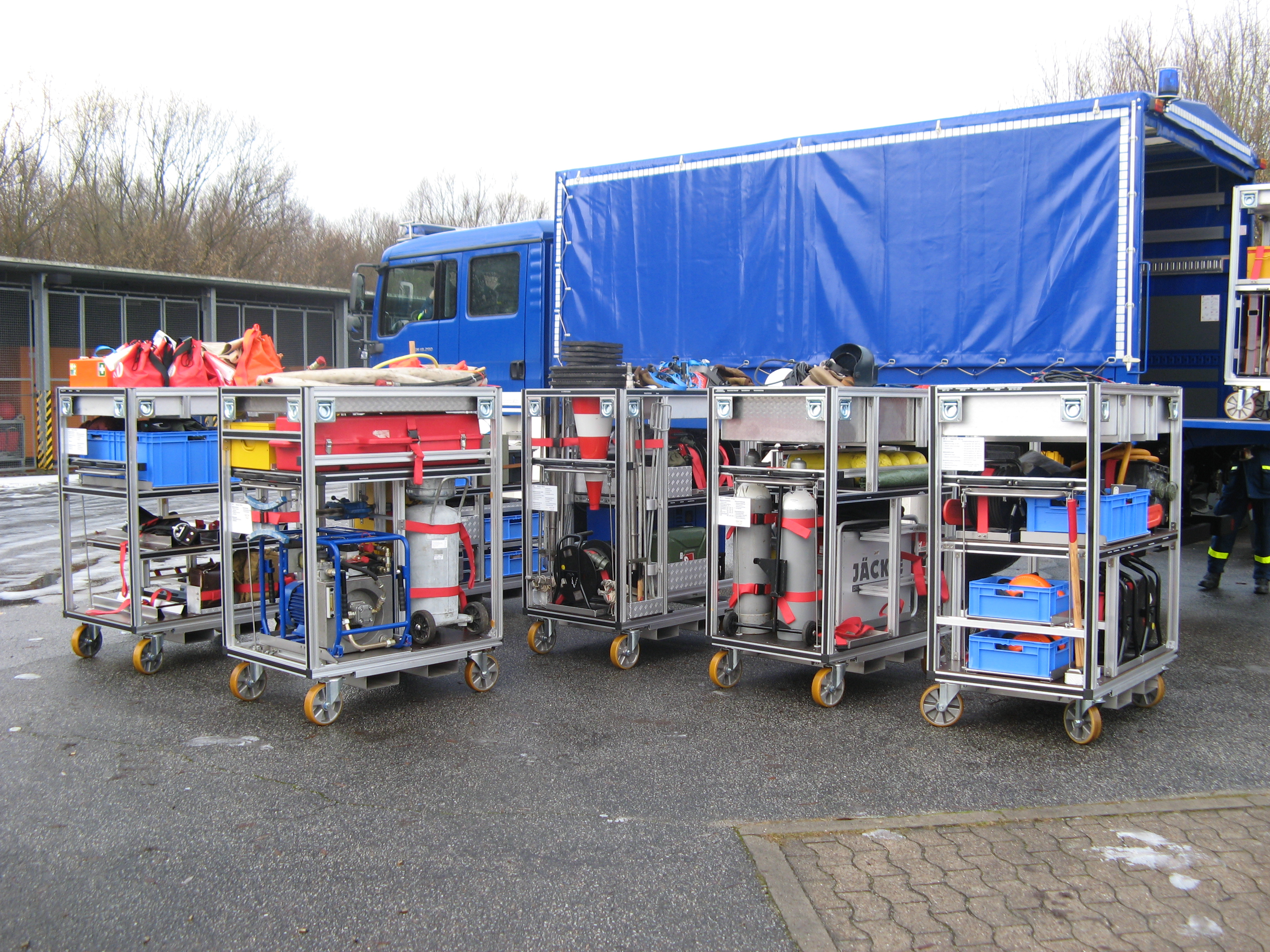
Rollcontainer beim THW

Rollcontainer sind Transporthilfsmittel, die insbesondere im Handel zum Einsatz kommen und aus einer Plattform mit Lenkrollen und zwei oder drei Seitenwänden aus Maschendraht bestehen.

## Allgemeines
Diese Definition zeigt, dass es sich um echte Transporthilfsmittel ohne eigenen Antrieb handelt, die vom Personal angeschoben und gelenkt werden müssen. Zudem handelt es sich um bodenunterfahrbare Transporthilfsmittel, die zu den Behälterpaletten gehören und deshalb keine Container sind. Ihr Einsatzgebiet ist meist der Handel, insbesondere der Lebensmitteleinzelhandel. Sie müssen so dimensioniert sein, dass sie durch die Kontaktstrecken insbesondere in Supermärkten geschoben werden können.

## Zweck
Ihr Zweck besteht darin, eine Vielzahl von Waren aus dem Lieferwagen oder Warenlager zu verstauen, die ansonsten einzeln in den Laden oder die Regale zu transportieren wären. Sie können gleiche oder ungleichförmige Waren aufnehmen, bilden gleichartige Ladeeinheiten und bündeln Mengen. Es handelt sich um innerbetriebliche Transporthilfsmittel, die neben Hubwagen oder Gitterboxen zum Einsatz kommen.